# Mansión de Odziena
La Mansión de Odziena (en letón: Odzienas muižas pils; en alemán: Schloss Odensee) es una casa señorial construida en estilo neogótico en torno a 1860 en la parroquia de Vietalva, municipio de Aizkraukle en la región de Vidzeme de Letonia.

## Historia
La primera mansión construida en este lugar fue a finales del siglo XVIII. En el siglo XIX, la mansión se convirtió en propiedad de la familia von Brimmer y en la década de 1860 se construyó un nuevo edificio neogótico.  Era uno de los edificios neogóticos más impresionantes de Letonia. Fue gravemente dañado en un incendio en la revolución de 1905 y fue solo restaurado parcialmente después. En la década de 1920 la Mansión de Odziena fue nacionalizada de acuerdo a la Ley de Reforma Agraria Letona de 1920. El edificio ha sido abandonado desde 1960.
En 2014 con la asistencia de la fondos estructurales de la Unión Europea, se abrió una cervecería, Odzienas muižas alus, en el molino-panadería de la mansión. Junto a la cervecería, se ha abierto un pequeño hotel en la mansión.